# Hirmanka, Cernihiv
Hirmanka (în ucraineană Гірманка) este un sat în comuna Jukotkî din raionul Cernihiv, regiunea Cernihiv, Ucraina.

## Demografie
Componența lingvistică a localității Hirmanka
     Ucraineană (95,73%)
     Rusă (3,42%)
     Alte limbi (0,85%)
Conform recensământului din 2001, majoritatea populației localității Hirmanka era vorbitoare de ucraineană (95,73%), existând în minoritate și vorbitori de rusă (3,42%).